# Toby Stevenson
Toby Stevenson född 19 november 1976 i Odessa i Texas, är en amerikansk friidrottare som tävlar i stavhopp. 
Stevenson deltog vid inomhus-VM 2004 och blev då utslagen i försöken. Hans stora genombrott kom när han blev silvermedaljör vid Olympiska sommarspelen 2004 efter att ha klarat 5,90 endast slagen av landsmannen Timothy Mack. 
Efter framgången i OS har han inte deltagit vid något internationellt mästerskap däremot har han deltagit vid IAAFs Golden League-tävlingar i Europa. 
Stevenson är även känd som en av de få stavhopparna på seniornivå som alltid tävlar i hjälm.
Mellan februari-augusti 2014 var Stevenson verksamhetschef för Hammarby Friidrott i Stockholm.

## Personligt rekord
- Stavhopp - 6,00 meter